# United States Armed Forces

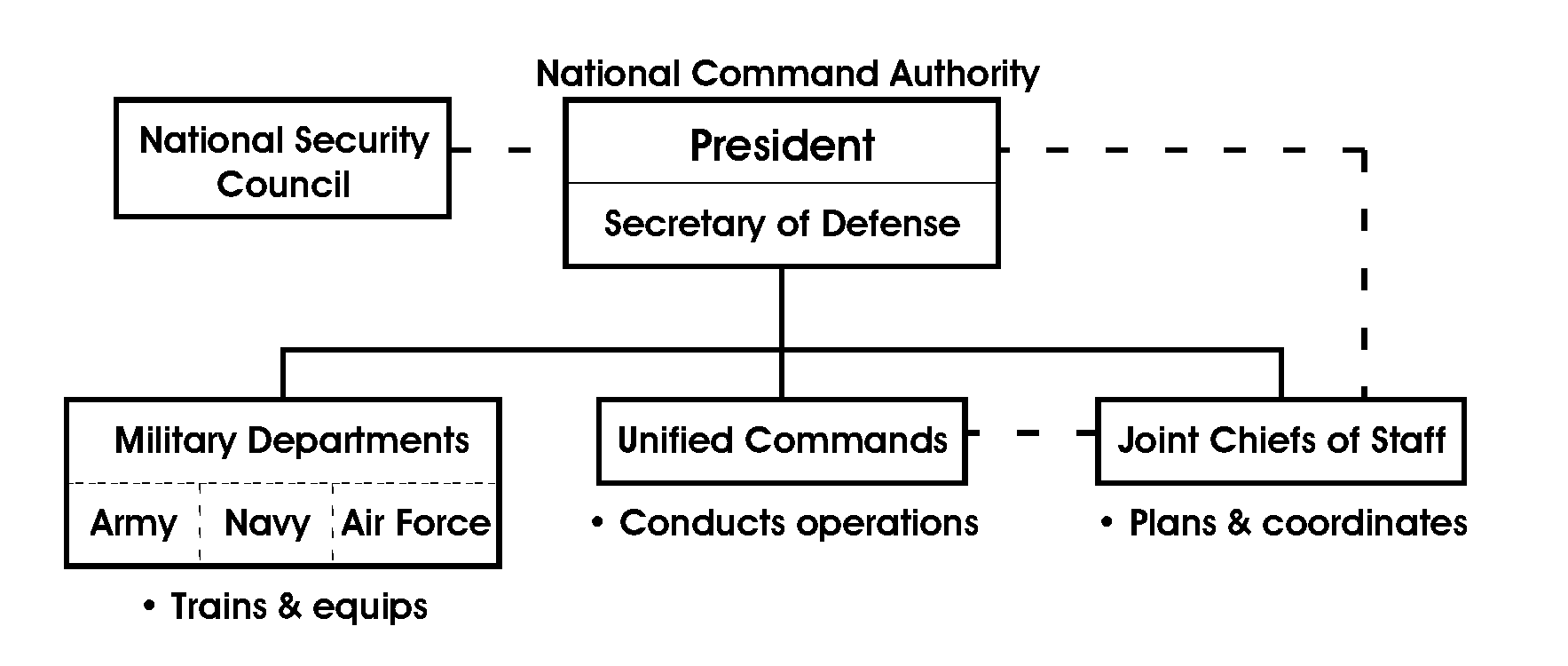
Łańcuch dowodzenia Amerykańskich Sił Zbrojnych

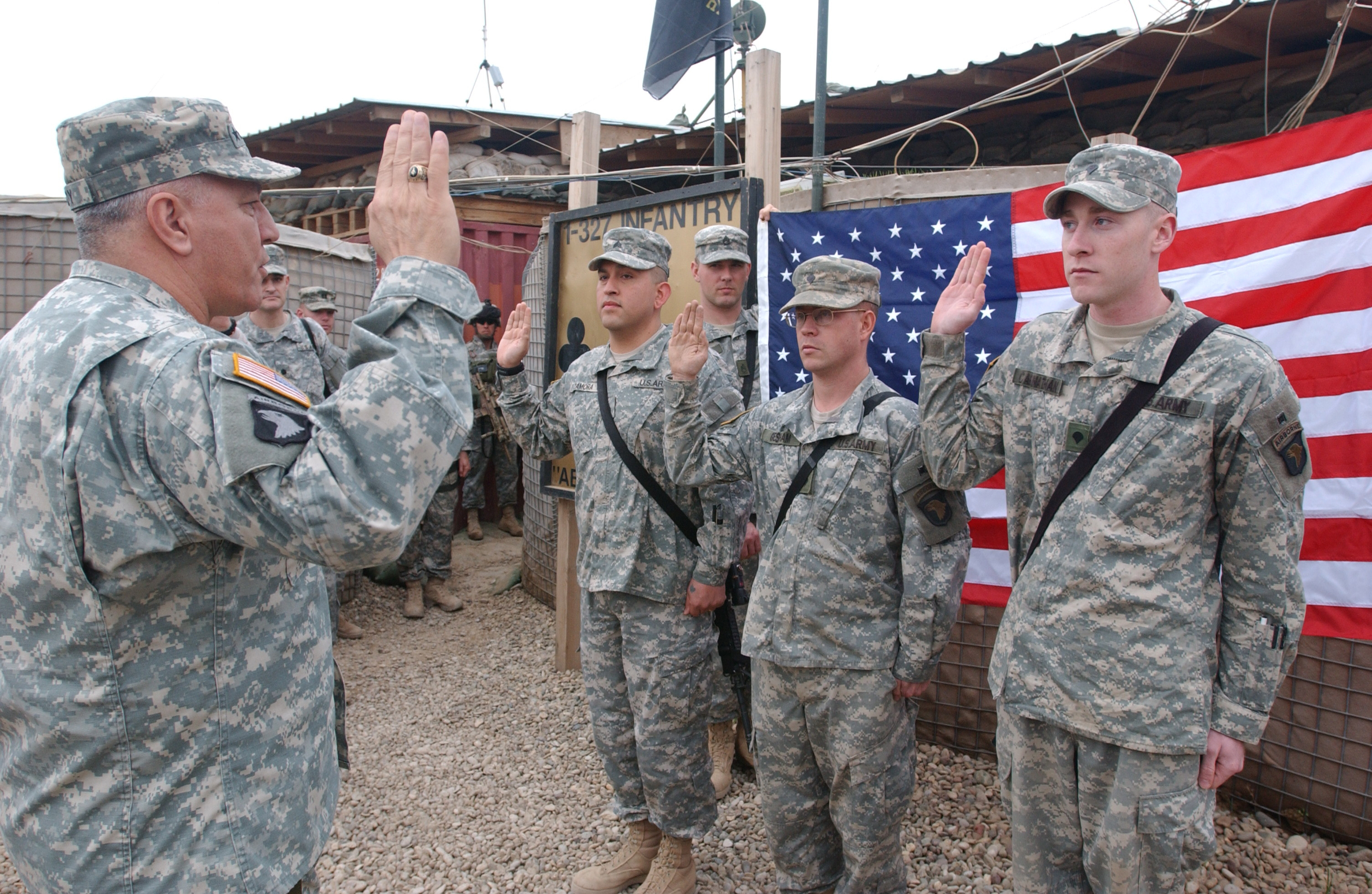
Żołnierze amerykańscy w czasie składania przysięgi

United States Armed Forces (pol. Siły Zbrojne Stanów Zjednoczonych) – siły i środki wydzielone przez Stany Zjednoczone Ameryki do zabezpieczenia własnych interesów na świecie i prowadzenia walki poza państwem, a gdyby nastała wojna, także do obrony terytorium.
W ich skład wchodzą rodzaje sił zbrojnych, w których służy ogółem 1 326 836 żołnierzy służby czynnej (stan z 30 czerwca 2017) z tego:
- Wojska Lądowe Stanów Zjednoczonych (ang. United States Army) – 464,0 tys.
- Marynarka Wojenna Stanów Zjednoczonych (ang. United States Navy) – 319,5 tys.
- Siły Powietrzne Stanów Zjednoczonych (ang. United States Air Force) – 318,3 tys.
- Korpus Piechoty Morskiej Stanów Zjednoczonych (ang. United States Marine Corps) – 184,5 tys.
- Straż Wybrzeża Stanów Zjednoczonych (ang. United States Coast Guard) – 40,6 tys.
- Siły Kosmiczne Stanów Zjednoczonych (ang. United States Space Force).

Naczelnym Dowódcą Sił Zbrojnych Stanów Zjednoczonych jest Prezydent Stanów Zjednoczonych Ameryki. Wszystkie części poza Strażą Wybrzeża St. Zjedn. znajdują się pod cywilną kontrolą Departamentu Obrony St. Zjedn., na czele którego stoi Sekretarz obrony Stanów Zjednoczonych. On jest członkiem gabinetu i podlega Prezydentowi St. Zjedn. W czasie pokoju US Coast Guard jest agencją federalną (urzędem) podległym Departamentowi Bezpieczeństwa Krajowego, a podczas wojny podlega Marynarce Wojennej St. Z.
Siły Zbrojne Stanów Zjednoczonych są zawodowe. Obowiązek służby wojskowej istniał w latach 1917–1918 oraz 1940–1973. Rezerwa St. Zjedn. i Gwardia Narodowa Stanów Zjednoczonych są formacjami ochotniczymi, obroną terytorialną.

## Najważniejsze miejsca stacjonowania
Żołnierze USA, w bazach wojskowych, ambasadach jako służący w ataszatach obrony, misjach dyplomatycznych przy organizacjach międzynarodowych, a także działający skrycie, są w prawie wszystkich państwach świata. US Armed Forces są siłami zbrojnymi o najszerszej obecności na świecie. Spis rozmieszczeń o największej ilości żołnierzy (stan w tys. na 30 czerwca 2017 r.):
- Kontynentalne USA – 1128
- Hawaje (wyspiarski stan USA) – 37,5
- Japonia – 39,7
- Niemcy – 34,4
- Afganistan – 10,1
- Polska - 10,0[4]
- Republika Korei – 23,3
- Alaska (stan USA) – 19,0
- Kuwejt – 7,1
- Włochy – 11,9
- Wielka Brytania – 8,1
- Guam – 4,3
- Bahrajn – 5,9
- Irak – 6,9
- Hiszpania – 3,2
- Jordania – 1,9
- Turcja – 1,4
- Syria – 1,1
- Belgia – 0,9
- Kuba (Baza Guantanamo) – 0,8

Łącznie za granicą stacjonuje 199 tys. żołnierzy.
Dane dla Operacji IF i Operacji EF Departament Obrony podaje razem z Gwardią Narodową i Rezerwą. Żołnierze są uwzględniani także w miejscach swego „normalnego” stacjonowania, więc części żołnierzy podanych wyżej obecnie tam nie ma, tak więc:
- OIF (ang. Operation Iraqi Freedom) – 36,4 tys. żołnierzy
- OEF (ang. Operation Enduring Freedom) – 22,4 tys. żołnierzy.

Według stanu na 1 stycznia 2007 r., USA posiadały na obszarze Europy: 89 782 żołnierzy, 130 czołgów, 697 transporterów opancerzonych, 247 dział dużego kalibru, 48 śmigłowców bojowych i 203 samoloty bojowe. USA obowiązuje traktat o redukcji zbrojeń konwencjonalnych w Europie (CFE), zgodnie z którym USA mogą mieć w Europie nie więcej niż 250 000 żołnierzy, 1812 czołgów, 3037 transporterów opancerzonych, 1553 działa dużego kalibru, 396 śmigłowców bojowych i 784 samoloty bojowe.

## Dowództwa
Najwyższe dowództwo amerykańskich sił zbrojnych znajduje się w budynku Pentagonu w Waszyngtonie.

Strefy odpowiedzialności poszczególnych dowództw

Łańcuch dowodzenia rozdziela się dalej na następujące 10 dowództw:
- USNORTHCOM – Dowództwo Północne, obejmuje: USA (bez Hawajów), Kanadę, Meksyk, Kubę, Portoryko, Bahamy, okoliczne wody (HQ w Bazie Sił Powietrznych Peterson w stanie Kolorado). Odpowiada za operacje na tym obszarze;
- USPACOM – Dowództwo Pacyfiku, obejmuje: Ocean Spokojny, Ocean Indyjski (w tym Madagaskar), Oceanię, Azję Płd. i Płd.-Wsch., Daleki Wschód, Antarktydę (HQ w Honolulu na Hawajach). Odpowiada za operacje na tym obszarze;
- USEUCOM – Dowództwo Europejskie, obejmuje: Europę, większość Atlantyku, Grenlandię, wschodnią połowę Arktyki, całą Rosję, Turcję, Izrael, Liban, Syrię, rejon Kaukazu (HQ w Stuttgarcie-Vaihingen w Niemczech). Odpowiada za operacje na tym obszarze;
- USSOUTHCOM – Dowództwo Południowe – Ameryka Południowa, Ameryka Środkowa, Karaiby (bez Kuby, Portoryko i Bahamów) (HQ w Miami na Florydzie). Odpowiada za operacje na tym obszarze;
- USCENTCOM – Dowództwo Środkowe – wschodnia Afryka (Egipt, Sudan, Kenia i „Róg Afryki”), Bliski Wschód (bez: Izraela, Libanu, Syrii, Turcji), Iran, Afganistan, Pakistan i Azję Środkową (republiki poradzieckie) (HQ w Bazie Sił Powietrznych MacDill na Florydzie). Odpowiada za operacje na tym obszarze;
- USAFRICOM – Dowództwo Afrykańskie – obejmuje obszar Afryki (bez Egiptu i Rogu Afryki) i okolicznych wód Atlantyku i Oceanu Indyjskiego;
- USJFCOM – Dowództwo Sił Połączonych, odpowiada za wspólne operacje różnych rodzajów sił zbrojnych (wojska lądowe, marynarka wojenna, piechota morska, siły powietrzne, straż wybrzeża) poza granicami USA (HQ w Norfolk w Wirginii);
- USSOCOM – Dowództwo Sił Specjalnych, odpowiada za operacje komandosów US Army i US Navy oraz jednostek specjalnych USMC i USAF (HQ w Bazie Sił Powietrznych MacDill na Florydzie);
- USTRANSCOM – Dowództwo Transportu, odpowiada za lądowy, morski i powietrzny transport amerykańskich jednostek wojskowych na całym świecie (HQ w Bazie Sił Powietrznych Scott w stanie Illinois);
- USSTRATCOM – Dowództwo Sił Strategicznych, podlegają mu jednostki lotnictwa i marynarki wojennej dysponujące bronią nuklearną (HQ w Bazie Sił Powietrznych Offutt w Nebrasce).

## Wyposażenie techniczne

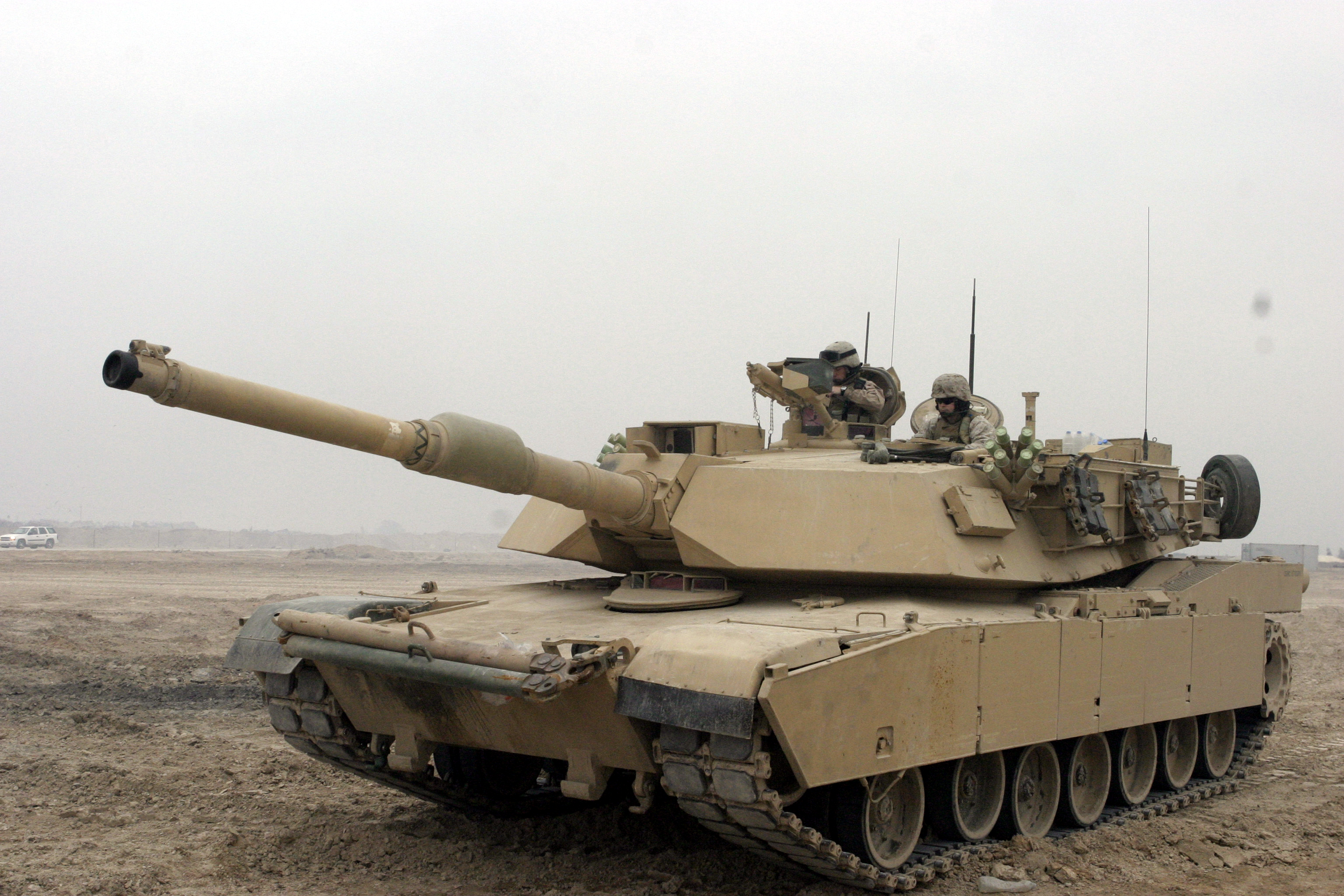
Amerykański czołg M1A1 Abrams

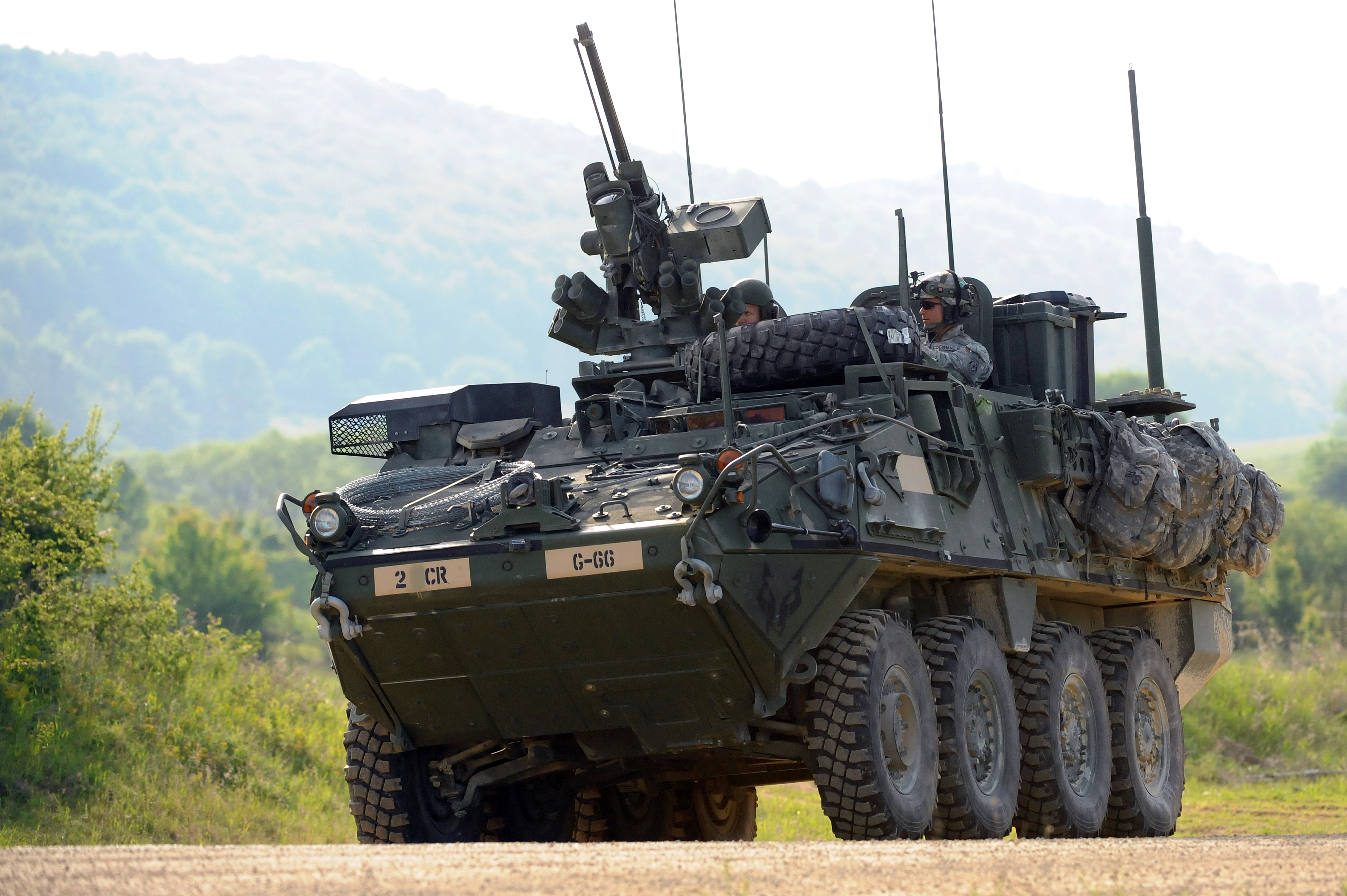
Amerykański kołowy wóz opancerzony Stryker

SZ USA są jednymi z największych na świecie pod względem sprzętu. Mają najwięcej samolotów, śmigłowców, dużych okrętów bojowych. Dysponują również drugim (po Rosji) arsenałem nuklearnym na świecie. Ważniejsze wyposażenie w 2006 r. (bez stanu niejawnego):
- czołgi – 6323 sztuki
- bojowe pojazdy opancerzone – 19800
- artyleria kalibru powyżej 75 mm – 6703
- samoloty bojowe – 3109
- śmigłowce uderzeniowe – 1772
- duże okręty bojowe – 279
- rakiety o zasięgu ponad 25 km i ręczne wyrzutnie rakiet – 111,8 tys.

Siły strategiczne (2006 r.):
- rakiety międzykontynentalne (ICBM) Minuteman III – 500 sztuk (w 3 bazach lotniczych)
- rakiety woda-ziemia (SLBM) D-5 Trident II – 336 sztuk (na 14 okrętach podwodnych klasy Ohio)
- bombowce B-52H – 95 sztuk
- bombowce B-2 – 20 sztuk
- głowice nuklearne – 9960 sztuk

## Rezerwa i mobilizacja
Siły regularne wspierają Gwardia Narodowa (National Guard) i Rezerwa (Reserve):
Gwardia Narodowa (składa się z Army National Guard i Air National Guard) i liczy 459 tys. osób (2007 r.).
Rezerwa dzieli się na kilka typów. Są to:
- Selected Reserve – rezerwiści jednostek bojowych i ważniejszych oddziałów wsparcia sił aktywnych. Mobilizowani w pierwszej kolejności, całymi jednostkami. Liczebność: 370 tys. rezerwistów (2007).
- Individual Ready Reserve – mniej ważni rezerwiści, niebędący niezbędni do prawidłowego działa wojska na stopie wojennej. Mobilizowani indywidualnie. Liczebność: 267 tys. (2006).
- Standby Reserve – wyszkoleni rezerwiści niemający przydziału do konkretnych jednostek, mogą być używani do uzupełnienia stanów osobowych jednostek Rezerwy. Liczebność: 18 tys. (2006).
- Retired Reserve – składa się z byłych żołnierzy, gwardzistów i rezerwistów, którzy zgodzili się móc być użyci do uzupełnienia stanów osobowych jednostek Rezerwy. Liczebność: 637 tys. (2006).

Rezerwa liczy łącznie ponad 1,3 mln rezerwistów. Podzielona na kategorie jak siły aktywne: Army Reserve, Navy Reserve, Marine Corps Reserve, Air Force Reserve i Coast Guard Reserve.
W USA istnieją 4 stopnie mobilizacji rezerwy. Są to:
- Presidential Reserve Call-up (Mobilizacja Prezydencka) – Prezydent ma prawo samodzielnie podjąć decyzję o mobilizacji rezerwistów z Gwardii Narodowej i Selected Reserve, w ilości nie większej niż 200000 osób, na maksymalnie 270 dni (może także powołać rezerwistów z Individual Ready Reserve, nie więcej jednak niż 30000 osób).
- Partial Mobilization (Mobilizacja Częściowa) – Prezydent w wypadku zagrożenia bezpieczeństwa państwa może zarządzić zmobilizowanie rezerwistów z Gwardii Narodowej, Selected Reserve i Individual Ready Reserve, nie więcej jednak niż 1.000.000 osób, na maksymalnie 24 miesiące.
- Full Mobilization (Mobilizacja Pełna) – w przypadku ogłoszenia przez Kongres stanu zagrożenia narodowego, zarządzana jest pełna mobilizacja. Kongres może powołać Gwardię Narodową i całą Rezerwę, w ilości nieograniczonej, na czas trwania zagrożenia narodowego i dodatkowo do 6 miesięcy od jego zniesienia.
- Total Mobilization (Mobilizacja Całkowita) – gdy obowiązuje stan zagrożenia narodowego, Kongres może zarządzić całkowitą mobilizację. Oprócz mobilizacji wszystkich dostępnych rezerwistów można powołać do służby wojskowej każdego mężczyznę zdolnego nosić broń, w wieku 17–45 lat (z niewielkimi wyjątkami).

Według stanu na 6 grudnia 2006 r. obowiązywała Mobilizacja Częściowa. Było powołanych 96 tys. osób.

## Ważniejsze operacje
Pierwszą operacją wojsk amerykańskich była wojna o niepodległość w latach 1775–1783, toczona z Wielką Brytanią. Wojna, wywołana przez rosnące podatki nakładane na kolonistów zaczęła się starciem amerykańskiej milicji z brytyjskimi wojskami pod Lexington w 1775 roku. Potem, po wielu porażkach Amerykanów, koloniści wygrali w końcu bitwę pod Saratogą w 1777 roku. Brytyjczycy zaczęli być coraz bardziej wypierani z kontynentu, aż skapitulowali pod Yorktown w 1781 roku. Do konfliktu włączyli się także od 1778 roku Hiszpanie, Francuzi i Holendrzy (po stronie kolonistów). Wielka Brytania uznała niepodległość USA w 1783 roku, po pokoju w Wersalu. Stany Zjednoczone zmobilizowały szacunkowo w trakcie wojny około 220 tys. żołnierzy. W walkach poległo 4,4 tys. żołnierzy, a ponad 6 tys. zostało rannych. W cenach z 2003 roku wojna kosztowała USA około 3,2 mld USD.
Napięcia z Wielką Brytanią pozostały i w 1812 roku doprowadziły do wybuchu kolejnej wojny, zwanej wojną 1812 roku, choć faktycznie trwała do 1815 roku. Wywołały je restrykcje brytyjskie w żegludze i handlu morskim USA, ale także dążenia amerykańskich polityków do podboju Kanady. 18 czerwca 1812 roku prezydent USA James Madison ogłosił przyjętą przez kongres deklarację wojny. Ofensywa na Kanadę nie powiodła się, ale w 1813 roku flota brytyjska została rozbita na jeziorze Erie. Wobec dalszych nierozstrzygniętych działań w grudniu 1814 roku podpisano pokój. Jednak, w styczniu 1815 roku armie obu krajów, nie wiedząc o podpisaniu pokoju (dokonano tego w Europie, w Gandawie), stoczyły największą bitwę wojny, pod Nowym Orleanem, zakończoną porażką Wielkiej Brytanii. USA zmobilizowały prawie 290 tys. żołnierzy. W walkach zginęło 2,3 tys. Amerykanów, a 4,5 tys. zostało rannych. W cenach z 2003 roku wojna kosztowała USA około 1 mld USD.
W 1846 roku USA, chcąc przyłączyć Kalifornię i obszar późniejszego „Dzikiego Zachodu”, wypowiedziały wojnę Meksykowi. Meksyk nie był w stanie zatrzymać wojsk USA i został pokonany m.in. pod San Diego (styczeń 1847 r.), pod Buena Vista (luty 1847) i w końcu we wrześniu 1847 roku Amerykanie zdobyli stolicę kraju Meksyk. W 1848 roku zawarto pokój, dzięki któremu USA zdobyły obszar 1,3 mln km², w tym obszary obecnych Kalifornii, Nevady, Nowego Meksyku, Arizony i Utah. USA zmobilizowało 80 tys. żołnierzy, w 70% z Gwardii Narodowej. W walkach zginęło 1,7 tys. Amerykanów, a poza walką (głównie z chorób) zmarło aż 11,6 tys. żołnierzy. USA wydało na tę wojnę (w cenach z 2003 r.) 1,8 mld USD.
W 1861 roku w USA wybuchła wojna secesyjna. Stany południowe wystąpiły z Unii zaraz po wyborze na prezydenta nieprzychylnego im Abrahama Lincolna, który to rozpoczął wojnę przeciwko południu. Utworzyły tzw. Konfederację. Wojska Unii, 18 stanów północnych, były przez 2 lata w odwrocie, aż doszło do najważniejszej bitwy wojny, pod Gettysburgiem w 1863 roku. Kapitulacja wojsk Południa w 1865 roku przywróciła jedność państwu. Do walki z rebelią, rząd zmobilizował 2,2 mln żołnierzy. Straty bojowe wyniosły 140 tys. zabitych i 282 tys. rannych. Straty niebojowe wyniosły 224 tys. zabitych.
Pod koniec XIX wieku amerykańscy „jastrzębie” postulowali podbój Kuby (wówczas kolonii hiszpańskiej) i przydarzyła się niezwykła ku temu okazja: w grudniu 1897 roku w porcie w Hawanie okręt liniowy USS Maine w nieznanych okolicznościach eksplodował i zatonął. W zdarzeniu zginęło 266 amerykańskich marynarzy. Armia USA, dowodzona przez późniejszego prezydenta płk. Theodore’a Roosevelta, pokonała Hiszpanów w lipcu 1898 roku pod San Juan Hill i weszła do głównego miasta Kuby, Santiago (Wojna amerykańsko-hiszpańska). W traktacie paryskim (1899 r.) Kuba uzyskała niepodległość, USA uzyskały Guam i Portoryko oraz niezwykle tanio kupiły Filipiny. USA zmobilizowały 310 tys. żołnierzy, straty bojowe wyniosły tylko 385 zabitych i 1,7 tys. rannych, a niebojowe 2 tys. zabitych. Wojna kosztowała budżet USA (w cenach z 2003 r.) 6,5 mld USD.
W 1898 roku amerykańskie wojsko wzięło udział w międzynarodowej operacji tłumienia tzw. „powstania bokserów” w Chinach. Operacja trwała do 1901 roku, potem przez wiele lat stacjonowały w Chinach (w ramach sił międzynarodowych) 15. Pułk Piechoty i oddziały Marine Corps.
W 1903 roku USA wysyłają swoje okręty by pomóc oderwać się Panamie od Kolumbii i przy okazji uzyskać kontrolę nad budowanym Kanałem Panamskim. W 1905 roku wojska USA interweniowały w Dominikanie, z powodu wybuchu tamże wojny domowej. Pozostały tam do 1907 roku. Jest to pierwsza z serii tzw. „wojen bananowych”, toczonych przez USA w rejonie Ameryki Środkowej i Karaibów.
W 1911 roku upadek rządu w Nikaragui wywołuje interwencję zbrojną USA i okupację trwającą do 1925 roku.
Od lutego 1913 roku armia USA była w stanie mobilizacji z powodu wybuchu wojny domowej w Meksyku. W 1914, 1915, 1916 i 1917 roku wojska amerykańskie mieszały się do tej wojny, walcząc m.in. koło Tampico i Veracruz.
W 1915 roku wojna domowa na Haiti powoduje wkroczenie wojsk amerykańskich. Pozostają oni do 1934 roku.
W 1916 roku armia USA ponownie interweniowała na Dominikanie. Wojska okupowały kraj do 1924 roku.
6 kwietnia 1917 roku USA oficjalnie wypowiadają wojnę państwom centralnym. Tak zaczyna się udział USA w I wojnie światowej. Od 1916 roku USA intensywnie rozbudowywało swoje zaledwie 170-tysięczne wojsko. 27 czerwca 1917 roku przybyły pierwsze oddziały USA do Europy. W 1918 roku do Europy przybywało 10 tys. żołnierzy dziennie. Po raz pierwszy na większą skalę armia USA wzięła udział w wojnie dopiero w maju 1918 r. Połączona ofensywa amerykańsko-francuska nad Marną w lipcu 1918 roku doprowadziła do przełamania frontu i przełomu w wojnie. Udział USA w wojnie był decydujący i spowodował zwycięstwo wojsk Ententy. Siły USA były potem częścią sił międzynarodowych okupujących Nadrenię. USA zmobilizowały 4,7 mln żołnierzy, w tym 600 tys. we flocie i 84 tys. w piechocie morskiej. W walkach zginęło 53 tys. żołnierzy, a 204 tys. zostało rannych. 63 tys. żołnierzy zginęło poza walką, głównie zmarło na grypę „hiszpankę”. Wojna była ogromnym wydatkiem dla USA – wydano łącznie 588 mld USD (w cenach z 2003 r.), z czego jednak znaczną część wydano na pomoc sojusznikom.
W latach 1918–1920 Armia Stanów Zjedn. interweniowała w rosyjskiej wojnie domowej. Oddziały USA walczyły m.in. w okolicach Archangielska i na Dalekim Wschodzie.
W 1926 roku, rok po wycofaniu wojsk z Nikaragui, USA interweniowały znowu. Powodem była rebelia. Okupacja trwała do 1933 roku.
Od 1940 roku USA intensywnie przygotowywały się do wojny, mimo neutralności i polityki izolacjonizmu. W marcu wprowadzono obowiązek służby wojskowej i zmobilizowano rezerwistów oraz Gwardię Narodową. 7 grudnia 1941 roku Stany Zjednoczone zostały zaatakowane w Pearl Harbor na Hawajach przez Japonię. 11 grudnia III Rzesza wypowiedziała wojnę USA. Trwająca do 2 września 1945 r. wojna była kosztowna dla USA, jednak zakończyła się zwycięstwem, które zapewniło Amerykanom pozycję hegemona. Zmobilizowano 14,9 mln żołnierzy, w walkach zginęło prawie 292 tys. żołnierzy, a 672 tys. zostało rannych (straty niebojowe wyniosły 114 tys. zabitych). USA wydały na wojnę 4,8 bln USD (w cenach z 2003 r.), co oznacza ponad 1/3 ogółu wydatków wszystkich państw na II wojnę światową.
W 1950 roku wojsko USA stało się główną częścią sił ONZ podczas wojny w Korei. Po desancie pod Inczon oddziały Marine Corps zdobyły Seul, przecinając linie zaopatrzenia wojsk północnokoreańskich. Włączenie się do udziału w wojnie Chin spowodowało odepchnięcie Amerykanów. W 1952 roku front ustabilizował się w okolicy dzisiejszej granicy obu Korei. W 1953 roku podpisano rozejm. W trakcie wojny w wojsku służyło łącznie 5,7 mln żołnierzy. Łączne straty w Korei wyniosły 36,6 tys. zabitych i 103 tys. rannych. Koszt wyniósł 408 mld USD (w cenach z 2003 r.).
Wojna wietnamska wybuchła w 1961 roku, a USA włączyły się do niej w sierpniu 1964 roku. Początkowo USA tylko wspierały w działaniach armię Republiki Wietnamu, potem angażowały się coraz bardziej. W kwietniu 1969 roku liczba żołnierzy USA w Wietnamie osiągnęła najwyższy poziom – 543 tysiące. Potem USA stopniowo wycofywały się, aż zakończyły swój udział w wojnie w styczniu 1973 roku. W wojsku służyło podczas konfliktu łącznie 8,7 mln żołnierzy. Straty wyniosły 58,2 tys. zabitych (47,4 tys. w walce) i 153 tys. rannych. Koszt wyniósł 584 mld USD (w cenach z 2003 r.).
W 1965 roku USA wysłały 22 tysiące marines, by stłumić komunistyczne powstanie na Dominikanie. Operacja zakończyła się sukcesem.
W 1982 roku US Armed Forces wysłały znaczne ilości wojsk w ramach międzynarodowej operacji pokojowej w Libanie. W 1984 roku zostały wycofane. Wskutek ataku terrorystycznego na amerykańskie koszary zginęło 256 żołnierzy USA, a także żołnierze z Francji i Wlk. Brytanii.
W 1983 roku wojska USA wkraczają na karaibskie państewko Grenada, gdzie nieco wcześniej doszli do władzy komuniści. Wyspę podbito błyskawicznie w ramach operacji Urgent Fury (Konieczna Furia). Straty wyniosły 19 zabitych.
W 1989 roku, wskutek planów przywódcy Panamy, gen. Noriegi, by znacjonalizować Kanał Panamski, USA atakują Panamę w grudniu. Wojnę nazywają Operation Just Cause i w 6 godzin rozbijają wojsko panamskie. M.Noriegę, który uciekł do ambasady Watykanu, zmusili do poddania się amerykańscy specjaliści od wojny psychologicznej. Straty USA wyniosły 23 zabitych (zobacz też: Inwazja Stanów Zjednoczonych na Panamę).
W 1991 roku USA wzięły udział w I wojnie w Zatoce Perskiej. Z 600 tys. żołnierzy wojsk międzynarodowych 530 tys. było żołnierzami USA. Po trwających ponad miesiąc atakach lotniczych i rakietowych (operacja Desert Shield – pustynna tarcza), nastąpiła ofensywa lądowa trwająca zaledwie 4 dni (operacja Desert Storm – pustynna burza). To wystarczyło do rozbicia irackiego wojska, które straciło 100 tys. zabitych i 300 tys. rannych żołnierzy, prawie całe lotnictwo i połowę czołgów. Straty USA wyniosły: 147 zabitych w walce, 235 zabitych poza walką i 467 rannych. Operacja kosztowała 82 mld USD (w cenach z 2003 r.).
W ramach Operacji Restore Hope (przywrócić nadzieję) w 1992 roku wojska USA wkroczyły do pogrążonej w anarchii Somalii. Wobec rosnących strat, nieustania wojny domowej i pokonania przez lokalne milicje rangersów 75 Pułk US Army Rangers w Mogadiszu w 1993 roku, w 1994 roku Amerykanie wycofali się. Straty wyniosły 43 zabitych.
W 1994 roku USA wkroczyły na Haiti, by zakończyć trwającą tam wojnę domową (Operacja Uphold Democracy – Utrzymać Demokrację). Zakończona sukcesem operacja umożliwiła wejście wojsk ONZ. Amerykanie wycofali się w 1996 roku, nie ponosząc strat.
W 1995 r. US AF biorą udział w Operacji Deliberate Force, atakując Serbów. Tym samym pierwszy raz użyto sił NATO, łamiąc uzasadnienie istnienia Organizacji.
W 1999 roku USA znów zaatakowały Serbów. Tym razem prowadziły Operację Allied Force w FR Jugosławii, jako główna część sił NATO. Używając wyłącznie środków napadu powietrznego, zmuszono władze Jugosławii do wycofania wojska z regionu Kosowo. USA straciły 4 samoloty, wszystkie zestrzelone przez rakiety obrony przeciwlotniczej.
W październiku 2001 roku USA zaatakowały będący w stanie wojny domowej Afganistan w ramach Operacji Enduring Freedom (Trwała Wolność, OEF), w reakcji na zamachy terrorystyczne Al-Kaidy dokonane zaledwie miesiąc wcześniej. Z braku bliskich baz lotniczych wszystkie samoloty do ataku na Afganistan startowały z lotniskowców US Navy i brytyjskiej bazy na wyspie Diego Garcia (bombowce). Przez granicę z Uzbekistanem wkroczyło 50 tys. amerykańskich i 30 tys. brytyjskich żołnierzy. Po miesiącu zajęto Kabul. Straty bojowe w samej wojnie wyniosły zaledwie 3 zabitych w walce. Podczas okupacji, prowadzonej przy współpracy z NATO (misja ISAF), USA poniosły straty dużo mniejsze niż przeciwnik. Do 24 maja 2008 roku USA straciły w wojnie nazwanej OEF 501 zabitych (z tego 305 w walce) oraz 1992 rannych. W Afganistanie w kwietniu 2008 roku znajdowało się 33,0 tys. żołnierzy, gwardzistów i rezerwistów okupanta. Do końca roku budżetowego 2007 operacja w Afganistanie kosztowała najeźdźcę 126 mld USD.
20 marca 2003 roku USA wraz z sojusznikami (Wielka Brytania, Australia, Polska) zaatakowały Irak w ramach Operacji Iraqi Freedom (Iracka Wolność OIF). Casus belli było zagrożenie bronią masowego rażenia, głównie bronią jądrową. Jak się okazało, było to kłamstwo. Pretekst jednak przyciągnął wsparcie agresji między innymi przez Rzeczpospolitą Polską. USA wysłały 255 tys. żołnierzy do podboju Iraku (m.in. 3 DP, 101 DPD i II Marine Expeditionary Force). Po niecałym miesiącu Amerykanie wkroczyli do Bagdadu. 30 kwietnia 2003 roku w Operacji IF uczestniczyło 424 tys. żołnierzy, 16 tys. gwardzistów narodowych i 24 tys. rezerwistów. Prezydent państwa napastniczego G.W.Bush ogłosił koniec działań wojennych 1 maja. Do 1 maja Amerykanie stracili 139 zabitych (w tym 109 w walce) i 545 rannych. Jednak później zaczęły się intensywna walka partyzancka i ataki terrorystyczne, które spowodowały chaos w Iraku i straty wśród Amerykanów. Do 28 maja 2008 roku Siły Zbrojne St. Zjedn. straciły do tego czasu w okupacji 4085 zabitych (z tego 3330 w walce) oraz 30143 rannych. Do września 2007 roku okupacja Iraku kosztowała Stany Zjednoczone 450 mld USD. W kwietniu 2008 r. było w Iraku 162,4 tysiąca żołnierzy amerykańskich, a do tego dochodzi ok. 35 tys. żołnierzy przydzielonych do OIF poza Irakiem.

## Finansowanie
Środki finansowe Sił Zbrojnych Stanów Zjednoczonych pochodzą z kilku departamentów, głównie Departamentu Obrony, ale też z Departamentu Energii (na broń jądrową).
W roku fiskalnym 2007 r. Departament Obrony wydał 529,8 mld USD na wojsko. Z tego:
- Personel wojskowy, w tym Rezerwy i Gwardii Narodowej – 128,8 mld USD
- Operacje, obsługa sprzętu i personel cywilny – 225,1 mld USD
- Modernizacja i zakup sprzętu – 99,6 mld USD
- Prace badawcze i rozwojowe (R&D) – 73,1 mld USD
- Budowle wojskowe – 7,9 mld USD
- Zakwaterowanie rodzin żołnierzy – 3,5 mld USD
- Inne – 0,2 mld USD

Do tego dochodzą wydatki na broń jądrową – 17,1 mld USD i inne wydatki – 5,7 mld USD. Łączne wydatki wojskowe wyniosły 552,6 mld USD, czyli 4% PKB. Najwięcej na świecie, także w przeliczeniu na 1 żołnierza.